# Куанцюй (Датун)
Район Куанцю́й (кит. упр. 矿区, пиньинь Kuàng qū) — бывший район городского подчинения городского округа Датун провинции Шаньси (КНР). Название в переводе означает «горнодобывающий район». Территория района состоит из большого количества несвязанных между собой кусков внутри территории района Наньцзяо; фактически он является административной структурой, управляющей территорией с каменноугольными шахтами.

## История
После образования КНР эти места вошли в 1949 году в 5-й район Датуна. В 1950 году 5-й район был расформирован, и был создан Горнордобывающий район Коуцюань (口泉矿区). В 1954 году Горнодобывающий район Коуцюань был преобразован в район городского подчинения Коуцюань (口泉区). В 1966 году сельскохозяйственные угодья районов Чэнцюй и Коуцюань были выделены в отдельный Пригородный район (郊区).
В 1970 году в связи с переходом Датуна под юрисдикцию округа Ябэй (雁北地区) было изменено его административно-территориальное деление: теперь он стал состоять из районов Чэнцюй, Куанцюй, Южного пригородного и Северного пригородного; район Куанцюй при этом имел двойное подчинение — властям города, и управлению каменноугольной отрасли. В 1979 году к району была присоединена часть территории района Наньцзяо, а сам он лишился подчинения каменноугольной отрасли и стал подчиняться лишь властям Датуна, как и прочие районы.
Решением Госсовета КНР от 9 февраля 2018 года район был расформирован.

## Экономика
Район входит в восьмёрку крупнейших угледобывающих регионов Китая.

## Административное деление
Район делится на 24 уличных комитета.